# Arbeitsgericht Potsdam

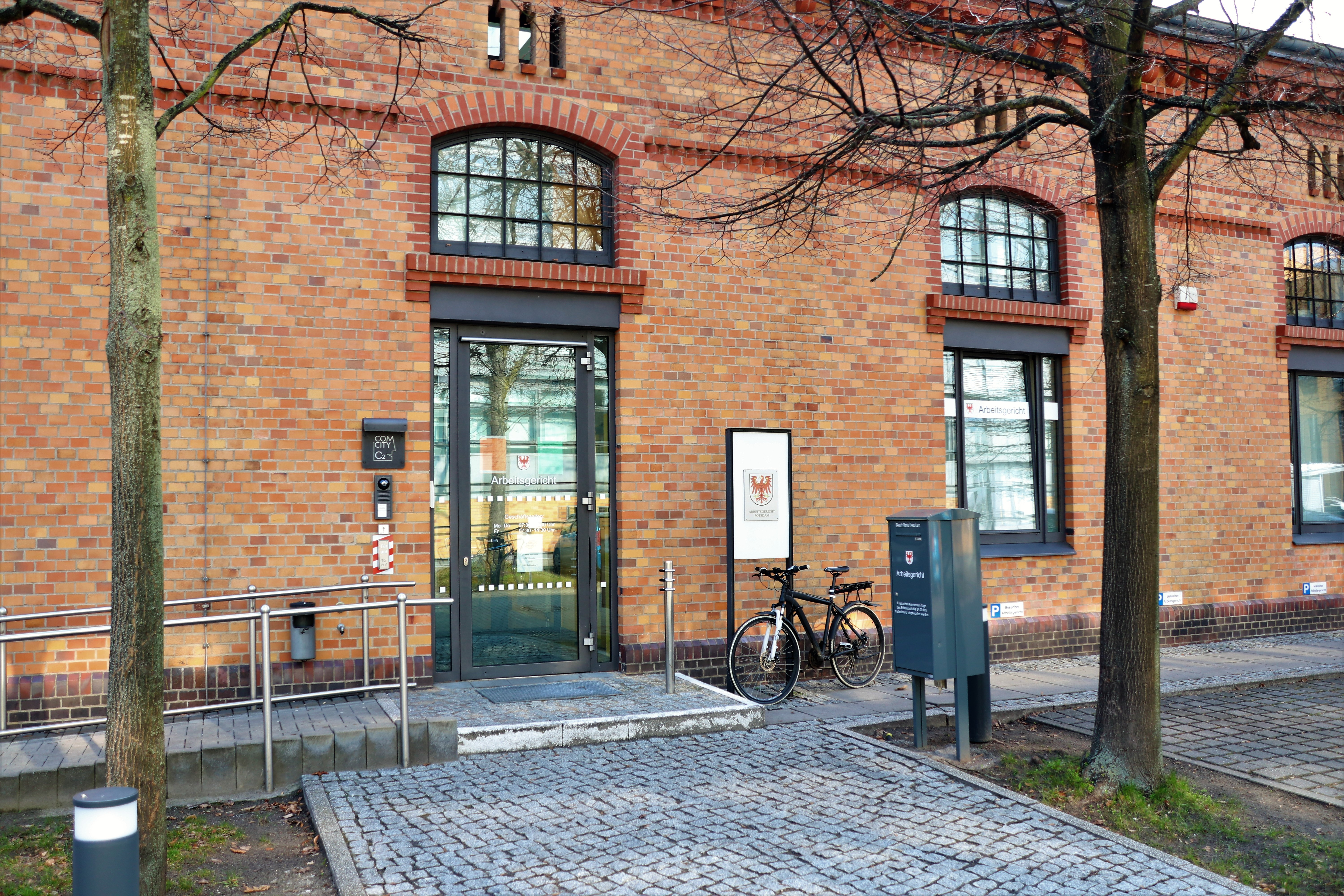
Gebäude des ehemaligen Arbeitsgerichts Potsdam

Das Arbeitsgericht Potsdam, ein Gericht der Arbeitsgerichtsbarkeit, war eines der brandenburgischen Arbeitsgerichte.
Zum 31. Dezember 2022 wurde das Gericht zusammen mit dem Arbeitsgericht Eberswalde aufgehoben.

## Gerichtssitz und -bezirk
Das Gericht hatte seinen Sitz in Potsdam in der Behlertstr. 3A.
Das Arbeitsgericht Potsdam war für Rechtsstreitigkeiten aus der Stadt Potsdam, dem Landkreis Teltow-Fläming und den zum Landkreis Potsdam-Mittelmark gehörenden Gemeinden und Städten Beelitz, Groß Kreutz, Kleinmachnow, Michendorf, Nuthetal, Schwielowsee, Seddiner See, Stahnsdorf, Teltow und Werder zuständig. Mit der Aufhebung des Gerichts wurde der gesamte Gerichtsbezirk dem Bezirk des Arbeitsgerichts Brandenburg an der Havel zugeordnet.

## Übergeordnete Gerichte
Dem Arbeitsgericht Potsdam waren das Landesarbeitsgericht Berlin-Brandenburg und im weiteren Rechtszug das Bundesarbeitsgericht übergeordnet. Bis zum 31. Dezember 2006 war das Landesarbeitsgericht Brandenburg mit Sitz in Potsdam das zuständige Landesarbeitsgericht.

## Geschichte
Gemäß Arbeitsgerichtsgesetz vom 23. Dezember 1926 wurden in Deutschland Arbeitsgerichte gebildet. Diese waren nur in der ersten Instanz organisatorisch selbstständige Gerichte, die Landesarbeitsgerichte waren den Landgerichten zugeordnet. Am Landgericht Berlin I entstand so 1927 das Landesarbeitsgericht Berlin als eines von zwei Landesarbeitsgerichten im Bezirk des Kammergerichtes. In Wittenberge entstand das Arbeitsgericht Wittenberge. Sein Sprengel umfasste den Bezirke der Amtsgerichte Beelitz, Potsdam und Werder. Es bestand jeweils eine Kammer für Arbeiter, für Angestellte und für Handwerk.
Nach der Besetzung Deutschlands durch die Alliierten wurden 1945 zunächst alle Gerichte geschlossen. Die ordentlichen Gerichte wurden schon bald wieder eröffnet, während die Arbeitsgerichte zunächst außer in Hamburg nicht wieder eingerichtet wurden, so dass arbeitsgerichtliche Streitigkeiten von den ordentlichen Gerichten erledigt werden mussten. Gemäß Kontrollratsgesetz 21 sollten in Deutschland Arbeitsgerichte aufgebaut werden. Für das Land Brandenburg entstand 1946 das Landesarbeitsgericht Potsdam, in Potsdam wurde das Arbeitsgericht neu gebildet. In der DDR bestanden 1952 bis 1963 Arbeitsgerichte auf Kreis- und Bezirksebene. Nachdem diese 1963 in die Kreis- und Bezirksgerichte integriert worden waren, gab es keine gesonderten Arbeitsgerichte mehr.
Nach der Wende wurden mit dem Gesetz zur Errichtung der Arbeitsgerichtsbarkeit im Land Brandenburg vom 21. Juni 1991 wieder Arbeitsgerichte geschaffen. Ein Arbeitsgericht Potsdam wurde dabei neu gebildet.